# Hoodie Allen
Hoodie Allen, artiestennaam van Steven Adam Markowitz (New York, 19 augustus 1988) is een Amerikaans singer-songwriter.
Hoodie Allen bestond oorspronkelijk uit het duo Steve Markowitz en Samuel Obey, die in 2009 de naam Hoodie Allen aannamen. Vanaf 2010 ging Markowitz solo verder onder de naam Hoodie Allen. Als beginnende artiest speelde hij onder meer in de voorprogramma's van Chiddy Bang en Mike Posner. In 2012 maakte hij het album All American dat de tiende plaats behaalde in de Amerikaanse Billboard 200. In 2014 behaalde hij de 8ste plaats met zijn album People Keep Talking. Op dit album werkte hij samen met Ed Sheeran voor de hit All About It.

## Discografie

### Singles
| Single met hitnotering(en) in de Vlaamse Ultratop 50 | Datum van verschijnen | Datum van binnenkomst | Hoogste positie | Aantal weken | Opmerkingen    |
| ---------------------------------------------------- | --------------------- | --------------------- | --------------- | ------------ | -------------- |
| All About It                                         | 2015                  | 08-02-2015            | tip8            |              | met Ed Sheeran |

- Gemeinsame Normdatei: 1069963399
- International Standard Name Identifier: 0000 0004 6276 7872
- Library of Congress Control Number: n2017020026
- MusicBrainz: 19cad629-cc93-4127-8d35-7c39e1066e7e
- Virtual International Authority File: 315574499
- WorldCat: E39PBJgHcpJyrkbhW48rYBGrbd